# Умидия Квадратила
Умидия Квадратила (на латински: Ummidia Quadratilla) e римлянка от gens Умидии от Казинум в Южен Лацио, която умира по времето на император Траян. Известна е с нейния луксзозен стил на живот.
Тя е дъщеря на Гай Умидий Дурмий Квадрат, суфектконсул 40 г., управител на Илирия и през 50 г. на Сирия. Нейният внук Гай Умидий Квадрат (суфектконсул 118 г.) е приятел с Плиний Млади и е от тясния кръг на император Адриан. Нейният правнук Гай Умидий Квадрат Аниан Вер (Умидий Квадрат) се жени за Ания Корнифиция Фаустина, сестра на император Марк Аврелий.